# Loudenvielle
Loudenvielle är en kommun i departementet Hautes-Pyrénées i regionen Occitanien i sydvästra Frankrike. Kommunen ligger i kantonen Bordères-Louron som tillhör arrondissementet Bagnères-de-Bigorre. År 2018 hade Loudenvielle 237 invånare.

## Befolkningsutveckling
Antalet invånare i kommunen Loudenvielle
| Referens: INSEE |